# Dària Dúguina
Dària Aleksàndrovna Dúguina (en rus: Дарья Александровна Дугина) (Moscou, 15 de desembre de 1992 – Bolxie Viaziomi, óblast de Moscou, Rússia, 20 d'agost de 2022), també coneguda pel nom de ploma Daria Platonova (en rus: Дарья Платонова), va ser una periodista i activista política russa. Va ser filla del filòsof polític Aleksandr Duguin, aliat clau del president rus Vladímir Putin, les opinions polítiques del qual compartia.

## Activisme
Es va graduar a la Facultat de Filosofia de la Universitat Estatal de Moscou i va treballar com a periodista en mitjans de comunicació russos, com ara l'agència de notícies pública RT i el canal conservador governamental Tsargrad TV, amb el seu nom de ploma Dària Platónova. Segons el Departament del Tresor dels Estats Units, que la va afegir a la llista de persones assenyalades pels Estats Units el 3 de març de 2022, era l'editora en cap del lloc web United World International, propietat de l'aliat de Putin Ievgueni Prigojin.
Es va mostrar obertament partidària de la invasió russa d'Ucraïna del 2022. En particular, va afirmar que s'havien falsejat les proves de les massacres de civils ucraïnesos per part de l'exèrcit rus. El juny de 2022 va visitar Donetsk i Mariúpol ocupades. Unes setmanes més tard, va ser sancionada pel govern britànic, que la va acusar de contribuir a la desinformació en línia amb relació a la invasió de Rússia.

## Mort
Va morir als 29 anys el 20 d'agost de 2022 a l'assentament de Bolxie Viaziomi, als afores de Moscou, quan el seu cotxe va explotar. Anava amb cotxe a Moscou després del festival familiar anual de música i literatura "Tradition". Els investigadors van dir que hi havia un artefacte explosiu col·locat en un cotxe. Les autoritats ucraïneses van negar qualsevol implicació. No és clar si va ser atacada directament, o si el seu pare, que s'esperava que viatgés amb ella, però que es va canviar a un altre cotxe a l'últim moment, era l'objectiu d'un intent d'assassinat.